# Verhnii Studenîi, Boureni
Studena de Jos (în ucraineană Верхній Студений) este un sat în comuna Nîjnii Studenîi din raionul Boureni, regiunea Transcarpatia, Ucraina. Conform recensământului Austro-Ungar din 1910, majoritatea populației era alcătuită din români.

## Demografie
Componența lingvistică a localității Verhnii Studenîi
     Ucraineană (100%)
Conform recensământului din 2001, toată populația localității Verhnii Studenîi era vorbitoare de ucraineană (100%).